# Dragomelj
Dragomelj este o localitate din comuna Domžale, Slovenia, cu o populație de 447 de locuitori.